# José María Pino Suárez
José María Pino Suárez (Tenosique, 8 settembre 1869 – Città del Messico, 22 febbraio 1913) è stato un politico, poeta e giornalista messicano.
Fu il settimo e ultimo vicepresidente del Messico, dal 1911 fino al suo assassinio avvenuto nel 1913. Dopo di lui la carica di Vicepresidente fu abolita. Nel 1969 gli venne riconosciuta la Medaglia d'Onore Belisario Domínguez post mortem. Egli dedicò la sua breve vita a combattere per la democrazia e contro le ingiustizie sociali nel Messico.

## Biografia
Nato nello stato meridionale di Tabasco, si trasferì in giovane età a  Mérida, nello Yucatán per iniziare la sua formazione. Poco dopo essersi laureato alla scuola di giurisprudenza, impiantò uno studio legale e iniziò a scrivere poesie, per le quali, successivamente, gli fu offerto un seggio all'Accademia di Spagna.
Come imprenditore fondò il giornale El Peninsular, con il quale rese edotto il pubblico delle ingiustizie sociali che venivano perpetrate nella penisola dello Yucatán in quel periodo. Aderendo alla causa democratica di Francisco Madero, José Maria Pino Suárez fu importante nel fondare il partito antirielezionista nel sud della Repubblica. Combattendo contro l'oligarchia politica che governava lo Yucatán e alla quale egli apparteneva attraverso legami famigliari ed economici, egli fu dichiarato candidato per il partito antirielezionista come governatore dello Yucatán ma fu tosto arrestato su richiesta del partito ufficiale. Sfuggito alla detenzione, raggiunse il candidato alla presidenza, Francisco Madero, fuggito egli stesso negli Stati Uniti d'America all'oppressione della dittatura di Porfirio Díaz.
Qui Pino Suárez collaborò alla stesura del Piano di San Luis Potosí, che dichiarò nulle le elezioni presidenziali del 1910 e innescò la rivoluzione maderista, la prima fase della rivoluzione messicana. Secondo il Piano, Madero fu dichiarato Presidente sostituto e nel suo governo Pino Suárez fu nominato ministro della giustizia.
Dopo la conquista di Ciudad Juárez da parte delle truppe rivoluzionarie, Pino Suárez fu uno dei negoziatori più importanti e firmatario del trattato di Ciudad Juárez, che portò alle dimissioni da Presidente di Porfirio Díaz il 25 maggio 1911 e alla fine dei suoi trent'anni di dittatura. Tornato nello Yucatán, Pino Suárez fu dichiarato governatore ad interim dalla locale assemblea dopo le dimissioni di Enrique Muñoz Arristegui. Nelle elezioni speciali del 1911 egli conquistò la maggioranza dei voti a fu eletto Governatore costituzionale dello Yucatán. Il suo mandato tuttavia fu piuttosto breve, poiché dopo la sua vittoria il Partito Progressista Costituzionale (successore del partito antirielezionista) lo nominò candidato Vicepresidente di Madero. Il 15 ottobre 1911 egli ottenne la vicepresidenza con una buona maggioranza dei voti e conseguentemente giurò il 6 novembre di fronte al Congresso dell'Unione. Nel 1912, insieme alla vicepresidenza, ricevette anche la titolarità del Ministero dell'Educazione e delle Belle Arti.
Nel 1913, durante la tragica decade, un gruppo di ufficiali carcerati dell'esercito, fuggirono dalla prigione e lanciarono un colpo di stato contro il Presidente. Sebbene all'inizio l'insurrezione non avesse avuto successo nell'occupare la sede dell'esecutivo, il  Palazzo Nazionale, e fosse stata contenuta in una piccola zona del centro di Città del Messico, nota come La Ciudadela, il generale incaricato di reprimere la rivolta, Victoriano Huerta, intraprese dei negoziati con l'ambasciatore statunitense Henry Lane Wilson e con i ribelli. Cambiando casacca, Huerta catturò presto l'ignaro Presidente e tutto il suo governo. Pino Suárez, cui molti avevano suggerito di lasciare rapidamente Città del Messico con la famiglia nel caso le cose volgessero al peggio, decise di rimanere accanto al suo Presidente mentre il tentativo di usurpazione veniva combattuto. Preso prigioniero insieme al Presidente nel Palazzo Nazionale, entrambi gli uomini furono costretti con la minaccia delle armi e con false promesse, a rassegnare le loro dimissioni. Poco dopo furono entrambi assassinati, provocando proteste in patria e all'estero, che li fecero definire "martiri". Pino Suárez fu etichettato come el caballero de la lealtad (il gentiluomo della lealtà) per la sua risolutezza nel sostenere il Presidente in una così difficile situazione.
Lo sdegno per le loro morti fu il principale catalizzatore della decisione del Presidente Woodrow Wilson di occupare Veracruz 1914, e la causa della caduta di popolarità della dittatura di Huerta, l'ultima dittatura militare nella storia del Messico. Il loro sacrificio, infine, aprì la strada alla instaurazione della democrazia in Messico e alla promulgazione della Costituzione messicana del 1917.

## Vita privata
In 1896, Pino Suárez sposò María Camara Vales, proveniente dall'antica famiglia di "nobile e impeccabile schiatta", che era parte della "divina casta dello Yucatán". Essi furono una coppia felice ed ebbero sei figli, tutti rimasti orfani dopo i fatti della "tragica decade". La prima figlia, María (Mimi), aveva allora 15 anni, l'ultima, Jordelia, solo tre mesi. Gli altri figli erano Alfredo, José Abigail, Aida e Hortensia. María Carmen Vales, rimasta vedova e povera (la rivoluzione l'aveva privata di tutte le proprietà famigliari), fu costretta a tornare nello Yucatán, dove suo fratello, Nicolás Camára Vales, era successo a suo marito nella carica di governatore. Nel 1969 María Camara Vales fu insignita dal Congresso messicano della Medaglia d'Onore Belisario Domínguez. L'ambasciatore Ismael Moreno Pino (1927 – 2013) era suo nipote.